# Международный союз геологических наук
Международный союз геологических наук (МСГН; англ. International Union of Geological Sciences (IUGS)) — объединяет мировое геологическое сообщество в содействии развитию
наук о Земле. Это крупнейшая неправительственная, неполитическая и некоммерческая научная организация (около 1 миллиона членов в разных странах). Основана в 1961 году, входит в Международный совет по науке (англ. International Council for Science, ICSU).
Союз проводит Международный геологический конгресс, объединяет комиссии, национальные и региональные организации геологов 121 страны, например Национальный комитет геологов России.

## Структура
Секретариат МСГН располагается в Пекине, Китай (ранее — в Тронхейме, Норвегия).
МСГН — главный научный спонсор Международного геологического конгресса.
МСГН — партнёр ЮНЕСКО в выполнении Международной программы геологических исследований (International Geoscience Programme (IGCP) и также в Сети ЮНЕСКО Global Geoparks Network. Участвует в других программах ООН.
Международный союз геологических наук является научным спонсором Международного геологического конгресса, который собирается каждые четыре года и рекомендует и помогает организаторам в формулировке научной программы этого события. Объединённые программы спонсируются IUGS и другими организациями.
Существующие программы Союза в сотрудничестве с ЮНЕСКО
- Программа международного геологического сотрудничества (International Geological Correlation Programme IGCP),
- Геологическое применение дистанционного зондирования и минералогическое и энергетическое моделирование месторождений (Geological Applications of Remote Sensing, and Mineral and Energy Deposit Modelling).

Научный Комитет ICSU по литосфере (The ICSU Scientific Committee on the Lithosphere, SCL) родился как инициатива МСГН и Международного геодезического и геофизического союза. Две новые инициативы были выдвинуты Исполнительным Комитетом IUGS в 2002 году: по медицинской геологии и геоиндикации (The Initiative on Medical Geology, and the Initiative on Geoindicators).

## Органы союза
При поддержке Международного союза геологических наук раз в 4 года проводится Международный геологический конгресс.
Официальные научные комиссии союза:
- Geoscience Education, Training & Technology Transfer (COGE)
- International Commission on GeoHeritage (ICG)
- History of Geological Sciences (INHIGEO) — Международная комиссия по истории геологических наук
- Geoscience Information (CGI)
- International Commission on Stratigraphy (ICS) — Международная комиссия по стратиграфии
- Global Geochemical Baselines (GGB)

## Награды и премии
Международный союз геологических наук присуждает премии:
- IUGS Émile Argand Award
- IUGS James M. Harrison Award for distinguished service
- IUGS Early Career Award
- Hutchison Fund Travel Awards
- IUGS Scientific Awards of Excellence, в неё вошли
  - Медаль по истории геологии имени В. В. Тихомирова от INHIGEO(англ. V. V. Tikhomirov Award for History of Geology) (c 2012 года), названа в честь В. В. Тихомирова) за работы по истории геологии[4].
  - Digby McLaren Medal by the IUGS Commission on Stratigraphy (ICS)[5].

## Издания
Публикует квартальный журнал Episodes, который рассылается по геологическим организациям и библиотекам в более 115 стран мира.
Тематические тома книг издаются в серии Geological Society, London, Special Publications.